# Mirano
Mirano est une ville d'environ 27 000 habitants située dans la ville métropolitaine de Venise en Vénétie (Italie).

## Personnalités
- Federica Pellegrini, nageuse italienne, est née à Mirano.
- Giambattista Tiepolo (1696-1770) pour une œuvre, Miracolo di Sant’Antonio, se trouvant dans le Duomo di San Michele Arcangelo.
- Sainte Joséphine Bakhita (1869-1947), ancienne esclave d'origine soudanaise devenue religieuse canossienne, a vécu à Zianigo, frazione de Mirano.

## Administration
Liste des maires et podestà de la commune à partir de l’unification de l’Italie
| Période                                  | Période           | Identité                   | Étiquette           | Qualité                 |
| ---------------------------------------- | ----------------- | -------------------------- | ------------------- | ----------------------- |
| 9 novembre 1866                          | 23 mai 1868       | Luigi Garzoni              |                     | Maire                   |
| 10 novembre 1868                         | 3 mai 1885        | Francesco Mariutto         |                     | Maire                   |
| 4 mai 1885                               | 25 octobre 1886   | Cristofaro Manolesso Ferro |                     | Maire                   |
| 26 octobre 1886                          | 15 octobre 1893   | Filippo Grimani            |                     | Maire                   |
| 2 octobre 1895                           | 29 septembre 1920 | Paolo Errera               |                     | Maire                   |
| 30 septembre 1920                        | 1er avril 1922    | Paolo Testa                |                     | Maire                   |
| 2 avril 1923                             | 20 avril 1928     | Ernesto Monico             |                     | Podestà                 |
| 21 octobre 1929                          | 2 novembre 1934   | Carlo Lanza                |                     | Podestà                 |
| 13 juillet 1935                          | 14 novembre 1938  | Giovanni Bonifacio         |                     | Podestà                 |
| 14 novembre 1938                         | 29 novembre 1940  | Gino Fassina               |                     | Podestà                 |
| 28 avril 1945                            | 8 janvier 1946    | Emilio Prosdocimi          | CNLAI               | Maire                   |
| 9 janvier 1946                           | 31 mars 1946      | Luigi Bianchini            | CNLAI               | Maire                   |
| 6 avril 1946                             | 15 juin 1951      | Tullio Morgante            | Sinistra            | Maire                   |
| 16 juin 1951                             | 18 décembre 1960  | Mariano Donà               | Monocolore DC       | Maire                   |
| 18 décembre 1960                         | 7 juin 1961       | Francesco Magnani          | Monocolore DC       | Maire                   |
| 23 juin 1961                             | 2 juillet 1970    | Giocchino Gasparini        | Monocolore DC       | Maire                   |
| 3 juillet 1970                           | 29 juin 1980      | Giancarlo Tonolo           | ADP,PSI, PCI, PSIUP | Maire                   |
| 30 juin 1980                             | 29 mai 1989       | Renzo Milan                | DC, PLI, PSDI, PSI  | Maire                   |
| 29 mai 1989                              | 22 mars 1994      | Alberto Trevisan           | DC, PSI, PSDI       | Maire                   |
| 22 mars 1994                             | 4 décembre 1994   | Commissario Prefetto       |                     | Commissario prefettizio |
| 5 décembre 1994                          | 13 décembre 1998  | Franco Marchiori           | Centro-Sinistra     | Maire                   |
| 14 décembre 1998                         | 28 avril 2008     | Gianni Fardin              | Centro-Sinistra     | Maire                   |
| 29 avril 2008                            | 28 novembre 2011  | Roberto Cappelletto        | Centro-Destra       | Maire                   |
| 29 novembre 2011                         | 6 mai 2012        | Antonino Gulletta          |                     | Commissario prefettizio |
| 7 mai 2012                               | En cours          | MariaRosa Pavanello        | Centro-Sinistra     | Maire                   |
| Les données manquantes sont à compléter. |                   |                            |                     |                         |

### Hameaux
Ballò, Campocroce, Scaltenigo, Vetrego, Zianigo

### Communes limitrophes
Martellago, Mira, Noale, Pianiga, Salzano, Santa Maria di Sala, Spinea

### Évolution démographique
Habitants recensés